# Rivière au Tonnerre
Der Rivière au Tonnerre (französisch für „donnernder Fluss“) ist ein Fluss in der Verwaltungsregion Côte-Nord der kanadischen Provinz Québec.

## Flusslauf
Der Rivière au Tonnerre entspringt 6 km westlich des Lac Magpie im Bereich des Kanadischen Schilds im Süden der Labrador-Halbinsel. Von dort durchfließt er die regionale Grafschaftsgemeinde Minganie in südlicher Richtung. Er mündet schließlich etwa auf halber Strecke zwischen Sept-Îles und Havre-Saint-Pierre in den Sankt-Lorenz-Golf. Die Mündung liegt 2,5 km westlich der Landspitze Pointe au Tonnerre. Die Route 138 überquert den Rivière au Tonnerre unmittelbar vor dessen Mündung. Der Fluss durchfließt im Unterlauf das Gebiet der Gemeinde Rivière-au-Tonnerre.
Der Rivière au Tonnerre hat eine Länge von 85 km. Er entwässert ein Areal von 694 km². Der mittlere Abfluss liegt bei 21 m³/s.
Am Unterlauf des Flusses befinden sich mehrere Wasserfälle, denen der Fluss seinen Namen verdankt.
5 km oberhalb der Mündung befindet sich der etwa 30 m hohe Wasserfall Chute Grand Sault (⊙). Der Chute Petit Sault (⊙) liegt lediglich 1 km von der Mündung entfernt.